# Pteropera morini
Pteropera morini är en insektsart som beskrevs av Donskoff 1981. Pteropera morini ingår i släktet Pteropera och familjen gräshoppor. Inga underarter finns listade i Catalogue of Life.